# Morpho brisi
Morpho brisi är en fjärilsart som beskrevs av Le Moult 1933. Morpho brisi ingår i släktet Morpho och familjen praktfjärilar. Inga underarter finns listade i Catalogue of Life.